# Смеян, Корней Александрович
Корне́й Алекса́ндрович Смея́н (1874 — после 1917) — член IV Государственной думы от Минской губернии, крестьянин.

## Биография
Православный, крестьянин деревни Бабичи Василевичской волости Речицкого уезда.
Начальное образование получил дома, самоучка. Воинскую повинность отбывал в береговой крепостной артиллерии в городе Любаве.
По окончании службы занимался земледелием в родной деревне (14 десятин земли). Пять лет был сотским, шесть лет — Бабическим сельским старостой, а до избрания в Думу шесть лет состоял Василевичским волостным старшиной.
В 1912 году был избран членом Государственной думы от Минской губернии. Входил во фракцию русских националистов и умеренно-правых (ФНУП), после её раскола в августе 1915 — в группу прогрессивных националистов и Прогрессивный блок. Состоял членом продовольственной комиссии.
Судьба после 1917 года неизвестна. Был женат, имел шестерых детей. Дочь Александра до 1959 года проживала в поселке Сологубов. Имела пятерых детей (Анатолий, Елена, Валентин, Тамара, Леонид).